# First Love
First Love, in Nederland bekend onder de titel Eerste liefde, is een film uit 1939 onder regie van Henry Koster. De film kreeg drie Oscarnominaties.

## Verhaal
De film is een herschrijving van Assepoester, waarin wees Connie Harding naar haar rijke oom en tante wordt gestuurd. Hoewel ze met open armen wordt ontvangen, maakt haar nicht Barbara haar het leven zuur. Wanneer er een bal is waar ook de prins aanwezig zal zijn, doet ze er dan ook alles aan dat Connie niet aanwezig zal zijn. Toch krijgt ze toestemming van haar oom en al snel valt prins Ted voor haar charmes.

## Rolverdeling
| Acteur          | Personage                  |
| --------------- | -------------------------- |
| Deanna Durbin   | Constance (Connie) Harding |
| Robert Stack    | Ted Drake                  |
| Eugene Pallette | James F. Clinton           |
| Helen Parrish   | Barbara Clinton            |
| Leatrice Joy    | Grace Shute Clinton        |